# Ровер, Сиверт Аллен
Сиверт Аллен Ровер (англ. Sievert Allen Rohwer; 22 декабря 1887 года — 12 февраля 1951 года) — американский энтомолог. Специализировался на перепончатокрылых.

## Биография
Выпускник Университета Колорадо. С 1909 года и до своей смерти работал в министерстве сельского хозяйства США. Стал автором работы Technical papers on miscellaneous forest insects. II. The genotypes of the sawflies or woodwasps, or the superfamily Tenthredinoidea и множества трудов, содержащих описания новых видов Hymenoptera.
Коллекция учёного хранится в Национальном музее естественной истории (Вашингтон, округ Колумбия).